# Ельников, Юрий Александрович
Юрий Александрович Ельников (10 мая 1935 года, Ставрополь — 2003) — Заслуженный артист РСФСР (1976), певец (лирико-драматический тенор), воспитанник А. П. Сорокиной.

## Биография
Юрий Александрович родился 10 мая 1935 года в городе Ставрополе. До седьмого класса учился в 24-й ташлянской школе. В 1952 году он стал учащимся Ставропольского музыкального училища. В 1956 году окончил Ставропольское музыкальное училище и работал солистом ансамбля баянистов и аккордеонистов в Ставрополе.
Юрий Ельников с 1956 по 1961 гг. — студент вокального факультета Московской консерватории.
В 1961—1962 годах — солист-вокалист музыкального коллективов Главной редакции музыкального вещания СССР.
С 1962 по 1982 годы — солист-вокалист Всесоюзного радио и телевидения.
С 1982 года — солист Академического Большого хора Гостелерадио.
Юрий Александрович Ельников пел (в аудиозаписях) ведущие партии в операх с Ириной Архиповой, Александром Ведерниковым и другими выдающимися мастерами Большого театра. Он был первым исполнителем на радио (в дуэте с известными в 50-60-е годы певцами Евгением Кибкало, Юрием Якушевым, Вячеславом Годуновым, Борисом Добриным) очень популярных в те годы песен — таких, как «В отпуск», «Давно мы дома не были», «Да здравствует юность», «Песня доваторцев», «С тобой мое сердце», «Улица Подгорная».
С 1964 по 1995 годы Юрий Александрович преподавал в музыкальном училище при Московской консерватории.
Ельников Ю. А. умер в 2003 году.

## Награды и звания
- Заслуженный артист РСФСР (1976)